# Abbaye Saint-Benoît de Peramiho
L'abbaye Saint-Benoît de Peramiho est une abbaye de la congrégation des bénédictins missionnaires de Sainte-Odile, fondée en 1898 et située à proximité de la ville de Peramiho (de) en Tanzanie. 

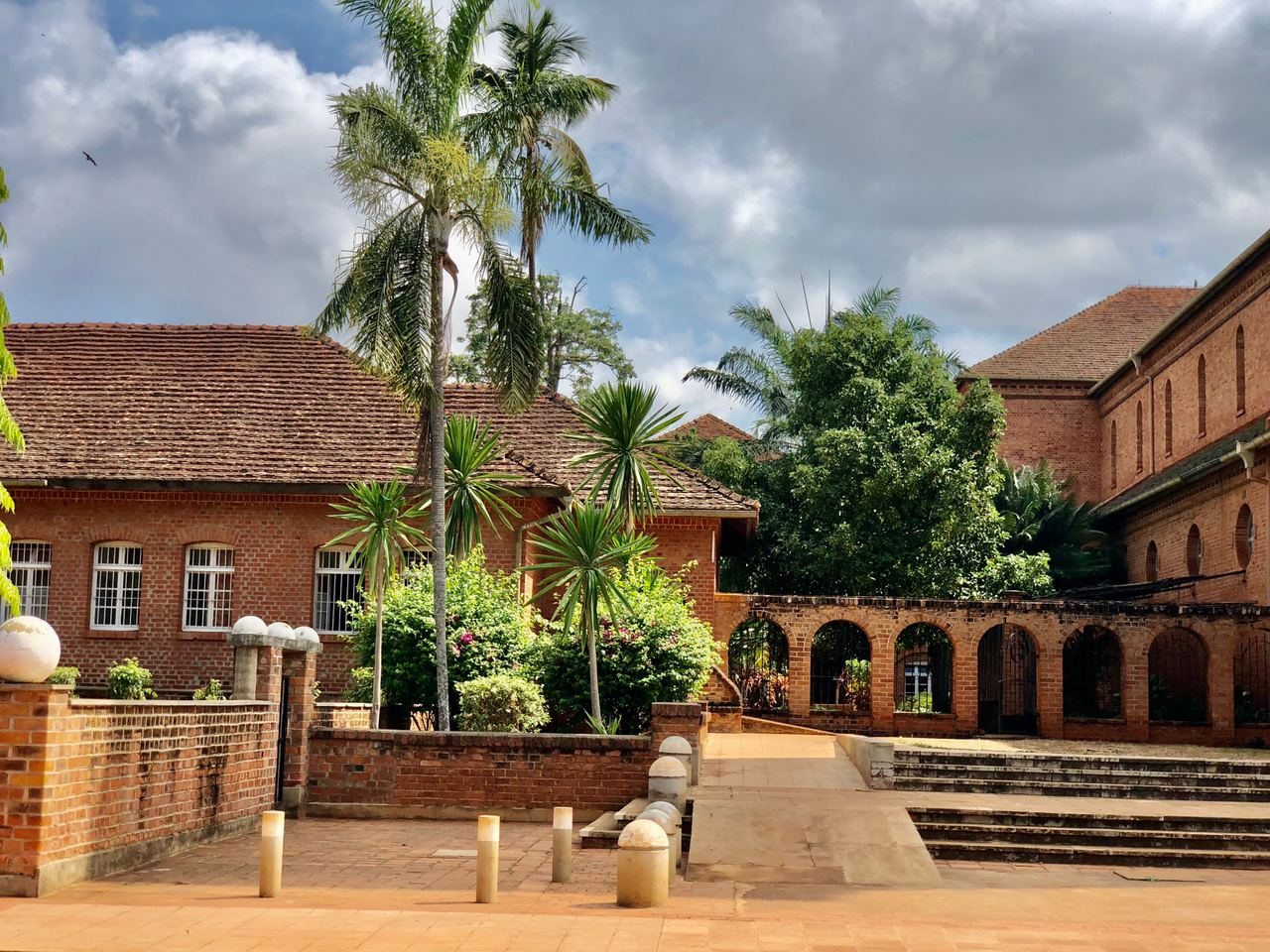
Hôpital de Peramiho.

Le 23 décembre 1931, par le bref Ex orientali parte de Pie XI, elle prend le nom d'abbaye territoriale de Peramiho.
Le 16 février 1968, elle cède une portion de territoire à l'avantage du nouveau diocèse de Njombe.
Le 6 février 1969, l'abbaye territoriale est érigée en diocèse, assumant le nom de diocèse de Songea, suffragant de l'archidiocèse de Dar-es-Salam.
En 2011, l'abbaye compte 65 moines.